# SN 1994Y
SN 1994Y – supernowa typu IIn odkryta 7 września 1994 roku w galaktyce NGC 5371. Jej maksymalna jasność wynosiła 14,52m.